# Popis prvaka Hrvatske u rukometu za žene
Popis prvaka Hrvatske u rukometu za žene od 1952. Za vrijeme Jugoslavije je hrvatska liga predstavljala uglavnom treći rang lige, uz izuzetke do 1955., kad je bila prvi rang, te sporadično drugi rang.

## Pobjednice po sezonama
Izvori:
| Godina                  | Prvakinje                                                      |
| ----------------------- | -------------------------------------------------------------- |
| 1952.                   | Lokomotiva (Virovitica)                                        |
| 1953.                   | M. Kljaić (Nova Gradiška)                                      |
| 1954.                   | Lokomotiva (Virovitica)                                        |
| 1955.                   | Lokomotiva (Virovitica)                                        |
| 1956.                   | Grafičar (Zagreb)                                              |
| 1957.                   | Tekstilac (Varaždin)                                           |
| 1958.                   | Trešnjevka (Zagreb)                                            |
| 1959.                   | Zagreb                                                         |
| 1960.                   | Trešnjevka (Zagreb)                                            |
| 1961.                   | Partizan (Koprivnica)                                          |
| 1962.                   | Partizan (Koprivnica)                                          |
| 1963.                   | Partizan (Bjelovar)                                            |
| 1964.                   | Trešnjevka (Zagreb)                                            |
| 1965.                   | Drvodjelac (Virovitica)                                        |
| 1966.                   | Medveščak (Zagreb)                                             |
| 1967.                   | Medveščak (Zagreb)                                             |
| 1968.                   | Drvodjelac (Virovitica)                                        |
| 1969.                   | Nada (Split)                                                   |
| 1970.                   | Osijek                                                         |
| 1971.                   | Osijek                                                         |
| 1972.                   | Drvodjelac (Virovitica)                                        |
| 1973.                   | Rudar (Labin)                                                  |
| 1974.                   | Partizan (Rajić)                                               |
| 1975.                   | Zvijezda (Kutina)                                              |
| 1976.                   | Umag                                                           |
| 1977.                   | INA (Sisak)                                                    |
| 1978.                   | Slavonija DI (Slavonski Brod)                                  |
| 1979.                   | Đakovo                                                         |
| 1980.                   | Borovo                                                         |
| 1981.                   | Koka (Varaždin)                                                |
| 1982.                   | Zadar                                                          |
| 1983.                   | Ivanić (Ivanić-Grad)                                           |
| 1984.                   | Dubovac (Karlovac)                                             |
| 1985.                   | Dubovac (Karlovac)                                             |
| 1986.                   | Osijek                                                         |
| 1987.                   | VIS (Varaždin)                                                 |
| 1988.                   | Arena (Pula)                                                   |
| 1989.                   | MTČ (Čakovec)                                                  |
| 1990.                   | Šparta (Zagreb)                                                |
| 1991.                   | Sesvete                                                        |
| osamostaljenje Hrvatske |                                                                |
| 1991./92.               | Lokomotiva (Zagreb)                                            |
| 1992./93.               | Podravka (Koprivnica)                                          |
| 1993./94.               | Podravka (Koprivnica)                                          |
| 1994./95.               | Podravka (Koprivnica)                                          |
| 1995./96.               | Podravka Vegeta (Koprivnica)                                   |
| 1996./97.               | Podravka Dolcela (Koprivnica)                                  |
| 1997./98.               | Podravka Dolcela (Koprivnica)                                  |
| 1998./99.               | Podravka Dolcela (Koprivnica)                                  |
| 1999./00.               | Podravka Dolcela (Koprivnica)                                  |
| 2000./01.               | Podravka Vegeta (Koprivnica)                                   |
| 2001./02.               | Podravka Vegeta (Koprivnica)                                   |
| 2002./03.               | Podravka Vegeta (Koprivnica)                                   |
| 2003./04.               | Lokomotiva (Zagreb)                                            |
| 2004./05.               | Podravka Vegeta (Koprivnica)                                   |
| 2005./06.               | Podravka Vegeta (Koprivnica)                                   |
| 2006./07.               | Podravka Vegeta (Koprivnica)                                   |
| 2007./08.               | Podravka Vegeta (Koprivnica)                                   |
| 2008./09.               | Podravka Vegeta (Koprivnica)                                   |
| 2009./10.               | Podravka Vegeta (Koprivnica)                                   |
| 2010./11.               | Podravka Vegeta (Koprivnica)                                   |
| 2011./12.               | Podravka Vegeta (Koprivnica)                                   |
| 2012./13.               | Podravka Vegeta (Koprivnica)                                   |
| 2013./14.               | Lokomotiva (Zagreb)                                            |
| 2014./15.               | Podravka Vegeta (Koprivnica)                                   |
| 2015./16.               | Podravka Vegeta (Koprivnica)                                   |
| 2016./17.               | Podravka Vegeta (Koprivnica)                                   |
| 2017./18.               | Podravka Vegeta (Koprivnica)                                   |
| 2018./19.               | Podravka Vegeta (Koprivnica)                                   |
| 2019./20.               | sezona prekinuta zbog pandemije COVID-19 u svijetu i Hrvatskoj |
| 2020./21.               | Podravka Vegeta (Koprivnica)                                   |
| 2021./22.               | Lokomotiva (Zagreb)                                            |

## Klubovi po uspješnosti
- u samostalnoj Hrvatskoj

| Klub                  | Pobjednice | Ukupno |
| Podravka (Koprivnica) | 1993., 1994., 1995., 1996., 1997., 1998., 1999., 2000., 2001., 2002., 2003., 2005., 2006., 2007., 2008., 2009., 2010., 2011., 2012., 2013., 2015., 2016., 2017., 2018., 2019., 2021. | 26     |
| Lokomotiva (Zagreb)   | 1992., 2004., 2014., 2022. | 4      |